# Dreiband-Weltmeisterschaft 1978

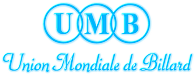
Logo UMB (ausrichtender Verband)

Veranstaltungsort: Las Vegas

Die Dreiband-Weltmeisterschaft 1978 war das 33. Turnier in dieser Disziplin des Karambolagebillards und fand vom 1. bis 6. Mai 1978 in Winchester statt. Es war nach 1970 die zweite Dreiband-WM in Las Vegas.

## Geschichte
Raymond Ceulemans beherrschte mal wieder die Dreiband-WM. Er holte sich Titel Nr. 15 mit einem neuen sensationellen Weltrekord im Generaldurchschnitt (GD) von 1,679. Die Konkurrenz lag mit ihren Leistungen weit unter dem neuen Rekord. Als einziger konnte ihn der Peruaner Humberto Suguimitzu ein wenig gefährden. Er schaffte es gegen Ceulemans als einziger mehr als 50 Punkte zu erzielen. Er verlor mit 60:52 in 40 Aufnahmen. Einen neuen Weltrekord im besten Einzeldurchschnitt (BED) verpasste Ceulemans knapp in der Partie gegen Nobuaki Kobayashi. Er brauchte für die 60 Punkte 25 Aufnahmen, zwei Aufnahmen zu viel für einen neuen Rekord. Es war für Ceulemans der 100. Titel bei einem bedeutenden Turnier. Das waren 25. Weltmeisterschaftstitel bei 32 Europäischen Titeln und 43 belgischen Meisterschaften.

## Modus
Gespielt wurde „Jeder gegen Jeden“ bis 60 Punkte.

## Abschlusstabelle
| MP    | Match Points (Sieger = 2; Unentschieden = 1; Verlierer = 0) |
| Pkte. | Erzielte Karambolagen                                       |
| Aufn. | Benötigte Versuche                                          |
| GD    | Generaldurchschnitt                                         |
| BED   | Bester Einzeldurchschnitt eines Spielers                    |
| HS    | Höchstserie                                                 |
|       | Bester GD des Turniers                                      |
|       | Bester ED des Turniers                                      |
|       | Beste HS des Turniers                                       |
|       | 1. Platz (Gold)                                             |
|       | 2. Platz (Silber)                                           |
|       | 3. Platz (Bronze)                                           |

| Platz                      | Name                | MP    | Pkte. | Aufn. | GD    | BED   | HS |
| -------------------------- | ------------------- | ----- | ----- | ----- | ----- | ----- | -- |
| 1                          | Raymond Ceulemans   | 22:0  | 660   | 393   | 1,679 | 2,400 | 12 |
| 2                          | Nobuaki Kobayashi   | 17:5  | 616   | 511   | 1,205 | 1,875 | 10 |
| 3                          | Junichi Komori      | 16:6  | 615   | 576   | 1,067 | 1,764 | 12 |
| 4                          | Ludo Dielis         | 15:7  | 631   | 598   | 1,055 | 1,333 | 9  |
| 5                          | Allen Gilbert       | 12:10 | 576   | 591   | 0,975 | 1,304 | 11 |
| 6                          | Humberto Suguimitzu | 11:11 | 616   | 591   | 1,042 | 1,818 | 9  |
| 7                          | Frank Torres        | 10:12 | 535   | 605   | 0,884 | 1,111 | 9  |
| 8                          | Peter Thøgersen     | 9:13  | 563   | 590   | 0,954 | 1,176 | 8  |
| 9                          | Galo Legarda        | 9:13  | 539   | 598   | 0,901 | 1,176 | 9  |
| 10                         | Carlos Hallon       | 6:16  | 480   | 645   | 0,744 | 0,895 | 10 |
| 11                         | Mohammed Diab       | 4:18  | 476   | 729   | 0,652 | 0,895 | 8  |
| 12                         | Larry Johnson       | 1:21  | 495   | 665   | 0,744 | 0,869 | 8  |
| Turnierdurchschnitt: 0,959 |                     |       |       |       |       |       |    |